# Peisaj cu cabană și copaci
Peisaj cu cabană și copaci (1646) este o pictură în ulei pe pânză realizată de pictorul olandez, Jacob van Ruisdael. Acum se află în colecția Kunsthalle din Hamburg.
Pictura prezintă un peisaj din apropierea dunelor, cu o cabană modestă și o șură abandonată, în mijlocul vegetației dense. Nu oamenii sunt în centrul atenției; ci natura.
Această pictura a fost documentată de Hofstede de Groot în 1911, care a scris; „806. PEISAJ CU CABANĂ. În fața cabanei se află un păstor cu vaci, porci și alte animale. Pe o apă din apropiere se află niște rațe. La dreapta este un copac fără scoarță. Lumina soarelui cade pe copacii din partea stângă aflați în depărtare. Oamenii, care sunt extrem de detaliați și proeminenți, sunt realizați de Berchem. Semnat și datat 1646, panou, 71,8 de centimetri x 101 centimetri. Aflată în colecția lui J. Amsinck, Hamburg, lăsată moștenire către Kunsthalle, 1879.“
Această lucrare este una dintre cele mai vechi cunoscute Ruisdael. La vremea realizării tabloului era doar un adolescent. Istoricul de artă Seymour Slive atribuie realizarea personajelor animale sau umane lui Ruisdael însuși, deși Hofstede de Groot le atribuie lui Nicolaes Berchem.